# 碧海情天
《碧海情天》是台灣電視公司自1991年12月30日至1992年3月16日播出的八點檔連續劇，楊佩佩製作，是以「小姐與流氓」為主題的愛情古裝劇，共53集。整部劇主要描寫親情、友情和愛情的可貴。劇情曲折，扣人心弦；角色刻劃生動活潑，配樂節奏輕快，對白詼諧逗趣，為本劇成功的特點。
本劇上檔以前，台視曾經決定本劇改名為《山外燈火山外情》，最後取消。主題曲是李宗盛作詞作曲兼主唱的《凡人歌》，片尾曲為萬芳所演唱的《碧海情天》。《凡人歌》也因為這部劇而知名。

## 劇情概述
明朝萬曆年間，山東一帶馬賊橫行。戶部尚書岳存宗的幼女岳瑛，童年時於山東不幸為馬賊所擄，馬賊欲藉此向其父勒贖，幸得馬賊群中小嘍囉天養冒險協助逃離賊巢。岳瑛成年後，一直對這童年時的救命恩人念念不忘。
某日，岳瑛偶遇一位風水先生，對方指她命中註定要嫁賊匪為妻；她一方面斥為迷信，一方面卻漸漸無可抗拒地墜入命運之說中。直至岳存宗調任山東巡撫，岳瑛在因緣際會下和天養再次相逢，而出乎岳瑛意料的是，風水先生的預言竟在日後逐一兌現。
天養所屬的馬賊——黑旗幫由余定一帶領，然而此時的黑旗幫卻正逢多事之秋，既要面對官府的多次圍剿，還得和死對頭張保勝搶地盤。而山東總兵洪坤是個標準的雙面人，一下子和余定一勾結，對黑旗幫的行為視若無睹，一下子又裝成正義凜然的模樣，要將黑旗幫全面鏟除。
岳瑛為增進自身武藝，向洪坤之子洪宇軒習武，宇軒對岳瑛日久生情，向其透露愛慕之意，但岳瑛因心底未能忘懷當年的救命恩人而拒絕。而天養在余定一死後接任黑旗幫首領，並帶領眾嘍囉棄惡從善，在萊州城開了一家黑旗飯店，維持生計。然而岳家與黑旗幫積怨日深，加上岳存宗的母親淑郡主處處作梗，使飯店生意蕭條，瀕臨倒閉。另一方面，天養與岳瑛的感情日益堅定，引起宇軒不滿，和天養的樑子也越結越大，岳瑛亦因為天養昔日情人葉如眉的不斷挑撥離間，對天養誤會日深。
洪宇軒的母親周氏去廟裡上香，適逢故人方四，娓娓道出前塵舊事，原來天養是周氏的親生骨肉，宇軒的同胞兄弟，因身份的關係，周氏自稱是天養的姨母，母子未能相認。
原來周氏本爲史振南家的媳婦，史家因護送一千萬兩黃金半路遭劫，被誣吞噬巨款而觸犯朝廷，慘遭抄家，遂家破人亡，周氏被迫下嫁洪坤，周氏手中有記錄黃金埋藏點的半塊玉璧，另半塊則在岳存宗手中，兩璧合一，即能得知一千萬兩黃金的下落。實際上，岳存宗調任山東巡撫的原因，也是為了找出那一千萬兩黃金。
利欲熏心的洪坤與岳存宗，爲了爭奪黃金費盡心機，先是洪坤綁架岳瑛爲人質，後是岳存宗答應將女兒嫁給洪宇軒，都是爲了弄到對方的半塊玉璧。周氏冒險面見天養，告知身世及家仇，並交給天養手中持有之半塊玉璧，叮囑此爲找出一千萬兩黃金之關鍵。
在眾人的努力下，天養與岳瑛的誤會終於化解，亦與宇軒兄弟相認及團圓。天養與宇軒兄弟聯手，力挽狂瀾，追回被盜的黃金，平反史家冤案，洪坤雖垂死掙扎，終落得惡人自斃的下場。
儘管天養回復史家名分，淑郡主還是對天養存有偏見。於是岳瑛、天養私奔遠赴朝鮮，另創人生。數年後，天養夫婦因經營人參買賣成巨賈，朝鮮王命其出使明朝，他們身著朝鮮官服帶著兒女回到家鄉與親人團聚······

## 角色及演員表
| 角色       | 演員   | 身份或職務 | 備註 |
| ---------- | ------ | ---------- | --- |
| 岳瑛       | 葉童   | 岳家二小姐 | 個性爽朗、主觀意識強，但善惡分明。由於傳統的家庭觀念，從小被當男孩生養，直到被逼著娶邵敏時才恢復女兒身。                                                                                             |
| 天養       | 劉松仁 | 馬賊       | 自小被黑旗幫馬賊俘擄，便在馬賊群中長大，吃盡苦頭，深懂生存之道，個性機靈，善於吹捧逢迎，唯內心善良，樂於助人。其真實身分為史鎮南將軍之長孫史懷仁。                                                   |
| 九斤       | 李立群 | 馬賊       | 名義為黑旗幫首領余定一之子，實為林來貴與帶銀所生的兒子，身形碩大，耿直魯鈍，表面剛強，實則內心柔弱而感性，是天養的知心好友。                                                                         |
| 岳存宗     | 江明   | 山東巡撫   | 處事精明、心思細密，因有皇室血統，且歷任高官，頗有霸氣，對母親淑郡主百依百順，對妻子及女兒皆能盡為夫為父之責，缺點是急功近利、貪財和自私。                                                           |
| 岳琳       | 張玉嬿 | 岳家大小姐 | 自幼嬌生慣養，自視甚高，目中無人，對妹妹岳瑛則充滿嫉妒，心胸狹窄，時常找機會打擊岳瑛來抬高自己。 |
| 淑郡主     | 盧碧雲 | 郡主       | 岳存宗之母。 |
| 邵敏       | 崔佩儀 |            | 岳瑛的兒時玩伴，喜歡岳瑛，卻一直不知道岳瑛是女兒身。 |
| 葉如眉     | 林秀玲 |            | 天養之初戀，相貌娟秀，被賣入倚紅樓為妓，最初思想單純，其後因一連串的變故，個性變得勢利，對感情採取利用的態度。                                                                                       |
| 丁文昌     | 鄭平君 | 百戶       | 洪宇軒的好友，岳琳之夫，喜歡四處遊樂，好出主意，心地善良，唯性格略帶輕浮。 |
| 石硯       | 林麗卿 | 書僮       | 岳瑛的書僮(演員反串演男性)。 |
| 洪坤       | 嚴仲   | 山東總兵   | 個性貪財好色，驕橫跋扈，善於心計、逢迎之道，手段陰險毒辣，表面擺出一副嚴正面孔，骨子裡卻是個偽君子。                                                                                                 |
| 洪宇軒     | 沈孟生 | 千戶       | 名義為洪坤之子，實為史鎮南將軍之次孫。個性英俊瀟灑、文武全才、富正義感，唯出身宦官之家，略帶公子哥兒之氣，不知民間疾苦，思想較為單純和天真。其後在感情上遭遇挫折，變得偏激，為了奪回所愛而不擇手段。 |
| 洪周氏     | 尹寶蓮 |            | 原為史鎮南將軍之兒史繼堯之妻，與長子天養失散後，肚裡尚懷著洪宇軒時改嫁洪坤，因而深感內疚，鬱鬱寡歡。                                                                                                 |
| 余定一     | 乾德門 | 馬賊       | 黑旗幫馬賊首領，身材魁梧，個性精明。偶有暴躁之表現，但賞罰分明，甚得下屬愛戴。後收天養為義子。 |
| 余定七     | 乾德門 | 馬賊       | 余定一胞弟，最初因家庭問題而大鬧黑旗幫山寨，後來被岳瑛收服，尊稱岳瑛「乾奶奶」。 |
| 二檔頭     | 初本科 | 馬賊       | 黑旗幫馬賊之一。 |
| 三檔頭     | 洪麟   | 馬賊       | 黑旗幫馬賊之一。 |
| 黃金       | 張冰玉 | 馬賊       | 余定一的妻妾，精明幹練，擅妒成性，唯恩怨分明。 |
| 帶銀       | 馬之秦 | 馬賊       | 余定一的妻妾，個性機靈善變，權力慾極強。 |
| 林來貴     | 鐵孟秋 | 馬賊       | 黑旗幫軍師，心思細密，個性陰險，原與帶銀相戀，但帶銀卻被余定一強行搶去納為妻妾，因而懷恨在心，欲將余定一拉下首領之位，以取而代之。                                                                   |
| 月容       | 沈雪珍 |            | 岳存宗之妻，標準的醋罈子，對丈夫行動看管甚嚴，對女兒則頗為驕縱。 |
| 水牛       | 許立坤 |            | 黑旗幫嘍囉。 |
| 小耗子     | 孫壽山 |            | 黑旗幫嘍囉。 |
| 柴福       | 葉航   |            | 岳家僕人。 |
| 方四叔     | 王宇   |            | 史繼堯家僕，為照顧天養而委身黑旗幫山寨，對史家忠心耿耿。 |
| 邵將軍     | 梁燕民 |            | 邵敏的父親。 |
| 賽諸葛     | 王均康 |            | 說岳瑛命中註定要嫁賊匪為妻的算命先生。 |
| 蘭心       | 簡安   | 婢女       | 岳家婢女。 |
| 嬤嬤       | 張媛   | 嬤嬤       | 岳家僕人。 |
| 岳瑛(童年) | 羅玉倫 |            | |
| 天養(童年) | 劉亞翰 |            | |

## 主題歌
| 曲別   | 歌名     | 作詞   | 作曲   | 演唱   |
| ------ | -------- | ------ | ------ | ------ |
| 片頭曲 | 凡人歌   | 李宗盛 | 李宗盛 | 李宗盛 |
| 片尾曲 | 碧海情天 | 廖瑩如 | 李宗盛 | 萬芳   |

## 工作人員
- 監製：熊廷武
- 製作人：楊佩佩
- 企劃：丁琮鈴
- 編劇：博華（關展博、陳麗華）
- 執行製作：柳淇淞
- 場記：林惠美
- 製作群：陳淑華、王雲龍、黃慶煌、周健中、洪議喨、江正儀、賴麗珠、蕭素馨
- 道具：陳民生
- 陳設：殷富明、劉基福
- 造型設計：吳寶玲
- 化妝：閔歡美、楊素珍
- 梳妝：李靜紋
- 服裝：王慈卿
- 武術導演：胡智龍
- 武術指導：張孝正、孫壽山
- 副導演：湯莉娟
- 導演：賴水清、梁凱程、江河
- 美術指導：黃志鴻
- 導播：朱莉莉

## 幕後
- 1990年10月11日，台視決定《碧海情天》改名為《山外燈火山外情》；同月12日在中影文化城開始錄影，是楊佩佩首次走愛情、輕鬆喜劇路線的電視劇，一改以往愛恨交加、悲多於喜的風格。楊佩佩說，本劇的背景時代是明朝，但台視的戲服只有清朝與民初，光是找戲服就遇到相當大的難題；劇中所有的戲服都是特別製作，相當考究[4]。
- 1990年10月16日，《碧海情天》（當時已改名為《山外燈火山外情》）進攝影棚錄影，檔期只有四個月的葉童必須連日趕錄，以免耽誤她返回英屬香港的日期[5]。
- 《碧海情天》與1991年中華電視公司八點檔連續劇《京城四少》故事相同，而引起抄襲之嫌。使得楊佩佩避免與華視有意拍攝的《書劍恩仇錄》同時上映，而押後日後影響港台一時的連續劇《倚天屠龍記》拍攝進度。

## 相關產品
- 楊佩佩精裝大戲[永久]主題曲(RD1156)。情天不老，老凡人；人生如戲，戲如歌。

監製：段鍾潭
MASTERED BY 樓恩奇（台北達采）
統籌：張培仁
企宣統籌：陸少康
企劃：陳勇志
執行企劃：陳守儒、李姿儀
視覺設計：AKIBO VISUAL DESIGN OFFICE
AD：李明道
DESIGN：汪筱蘋
文案：張秀貞、陳沒
媒體：滾石宣傳部
發行：滾石有聲出版社有限公司
發行日期：民國81年（1992）1月
《凡心大動》於2009年被中國網友填詞為“自掛東南枝”，其中使用了72首古詩詞。

## 作品的變遷
| 台視 週一至週五 20:00 - 21:00        | 台視 週一至週五 20:00 - 21:00          | 台視 週一至週五 20:00 - 21:00 |
| ------------------------------------ | -------------------------------------- | ----------------------------- |
|                                      | 碧海情天 （1991.12.30 - 1992.3.16）    |                               |
| 左鄰右舍 （1991.11.18 - 1991.12.29） | 半生緣一世情 （1992.3.17 - 1992.6.17） |                               |

| 台視綜合台 星期六至日 20:00 - 21:00 | 台視綜合台 星期六至日 20:00 - 21:00  | 台視綜合台 星期六至日 20:00 - 21:00 |
| ----------------------------------- | ------------------------------------ | ----------------------------------- |
|                                     | 碧海情天 （2012.12.08 - 2013.06.08） |                                     |
| —                                   | —                                    |                                     |